# Карагайла
Карагайла — село в Прокопьевском районе Кемеровской области. Входит в состав Бурлаковского сельского поселения.

## География
Центральная часть населённого пункта расположена на высоте 276 метров над уровнем моря.

## Население
По данным Всероссийской переписи населения 2010 года, в селе Карагайла проживает 1150 человек (547 мужчин, 603 женщины).